# Saint Catherine
Saint Catherine – jeden z 14 regionów Jamajki. Znajduje się na południu wyspy i jest czwartym co do wielkości regionem. Znajduje się tu pierwsza stolica Jamajki – Sante Jago De La Vega (aktualnie Spanish Town).